# Gauphre à poche géant
Orthogeomys grandis
Espèce
Statut de conservation UICN

 LC  : Préoccupation mineure
Le Gauphre à poche géant (Orthogeomys grandis) est une espèce de rongeurs faisant partie de la famille des géomyidés. Une famille de petits mammifères terrestres appelés gaufres ou rats à poche, c'est-à-dire à larges abajoues. Ce gaufre aurait de nombreuses sous espèces.
L'espèce a été décrite pour la première fois en 1893 par le zoologiste anglais Michael Rogers Oldfield Thomas (1858-1929) sous le nom de Geomys grandis, mais modifiée en Orthogeomys grandis par Meriam en 1895 et Hall en 1981.
On rencontre le Gauphre à poche géant en Amérique du Sud (Salvador, Guatemala, Honduras et Mexique).

## Liste des sous-espèces
Selon Mammal Species of the World (version 3, 2005)  (8 nov. 2012) :
- sous-espèce Orthogeomys grandis alleni
- sous-espèce Orthogeomys grandis alvarezi
- sous-espèce Orthogeomys grandis annexus
- sous-espèce Orthogeomys grandis carbo
- sous-espèce Orthogeomys grandis engelhardi
- sous-espèce Orthogeomys grandis felipensis
- sous-espèce Orthogeomys grandis grandis
- sous-espèce Orthogeomys grandis guerrerensis
- sous-espèce Orthogeomys grandis huixtlae
- sous-espèce Orthogeomys grandis latifrons
- sous-espèce Orthogeomys grandis nelsoni
- sous-espèce Orthogeomys grandis pluto
- sous-espèce Orthogeomys grandis pygacanthus
- sous-espèce Orthogeomys grandis scalops
- sous-espèce Orthogeomys grandis soconuscensis
- sous-espèce Orthogeomys grandis vulcani